# Apatania mercantoura
Apatania mercantoura là một loài Trichoptera trong họ Apataniidae. Chúng phân bố ở miền Cổ bắc.